# Пермяков, Алексей Владимирович
Алексей Владимирович Пермяков (род. 1 мая 1977, Свердловск) — российский, белорусский хоккеист, нападающий. Мастер спорта России.

## Биография
Воспитанник свердловского «Спартаковца». 10 сезонов (1993/94 — 2002/03) провёл в местной команде «Автомобилист» — «Спартак» — «Динамо-Энергия». Затем выступал в чемпионате Белоруссии за клубы «Неман» Гродно (2003/04 — 2005/06), «Гомель» (2005), «Керамин» Минск (2006/07 — 2009/10), «Шахтёр» Солигорск (2010—2011). Завершал карьеру в команде РХЛ (Д3) «Славутич» Смоленск (2011/12).
Чемпион (2008), серебряный призёр чемпионата (2007) Белоруссии. Обладатель Кубка Белоруссии (2009).
Окончил Смоленскую государственную академию физической культуры и спорта (2014).
Участник юниорского чемпионата Европы 1995 года.
Тренер в ДЮСШ № 19 (Екатеринбург).